# Dragan Kastl
Dragan Kastl (Zagreb, 3. studenoga 1893. – Zagreb, 10. travnja 1975.) je bio hrvatski nogometaš.
Dr Dragan Kastl spominje se među Židovima koji su bili internirani u Italiji 1943. godine (Bagni di Lucca, kolovoza 1943.).
Bio je na visokim dužnostima u NOO-ima u Zagrebu. 1944. godine. Na dužnost rukovoditelja zagrebačke gradske komisije postavljen je dr. Aurel Krstulović, dok se kao tajnik navodi dr. Filip Smolčić, koji poslije preuzima mjesto rukovoditelja gradske komisije. Nakon njega tu dužnost nasljeđuje dr. Dragan Kastl.

## Nogometaška karijera
Igrao je za zagrebački klub HAŠK s kojim je bio jesenski prvak prvenstva Hrvatske i Slavonije sezone 1912./13., a suigrači su mu bili Vladimir Šuput, Hugo Kuderna, Ivan Banfić, Oto Behrman, Ivan Lipovšćak, Mihajlo Mujdrica, Janko Justin, Dragutin Štancl, Leo Gollob, Tomo Hombauer.
Sudionik je nogometne utakmice HAŠK-a i Northern Universityja, poznate kao prvo gostovanje engleske nogometne momčadi u Zagrebu. U 42. minuti postigao je jedini pogodak na utakmici (prema nekim izvorima Janko Justin).

## Vanjske poveznice
- Dragan Kastl, geni.com